# Targeta SIM

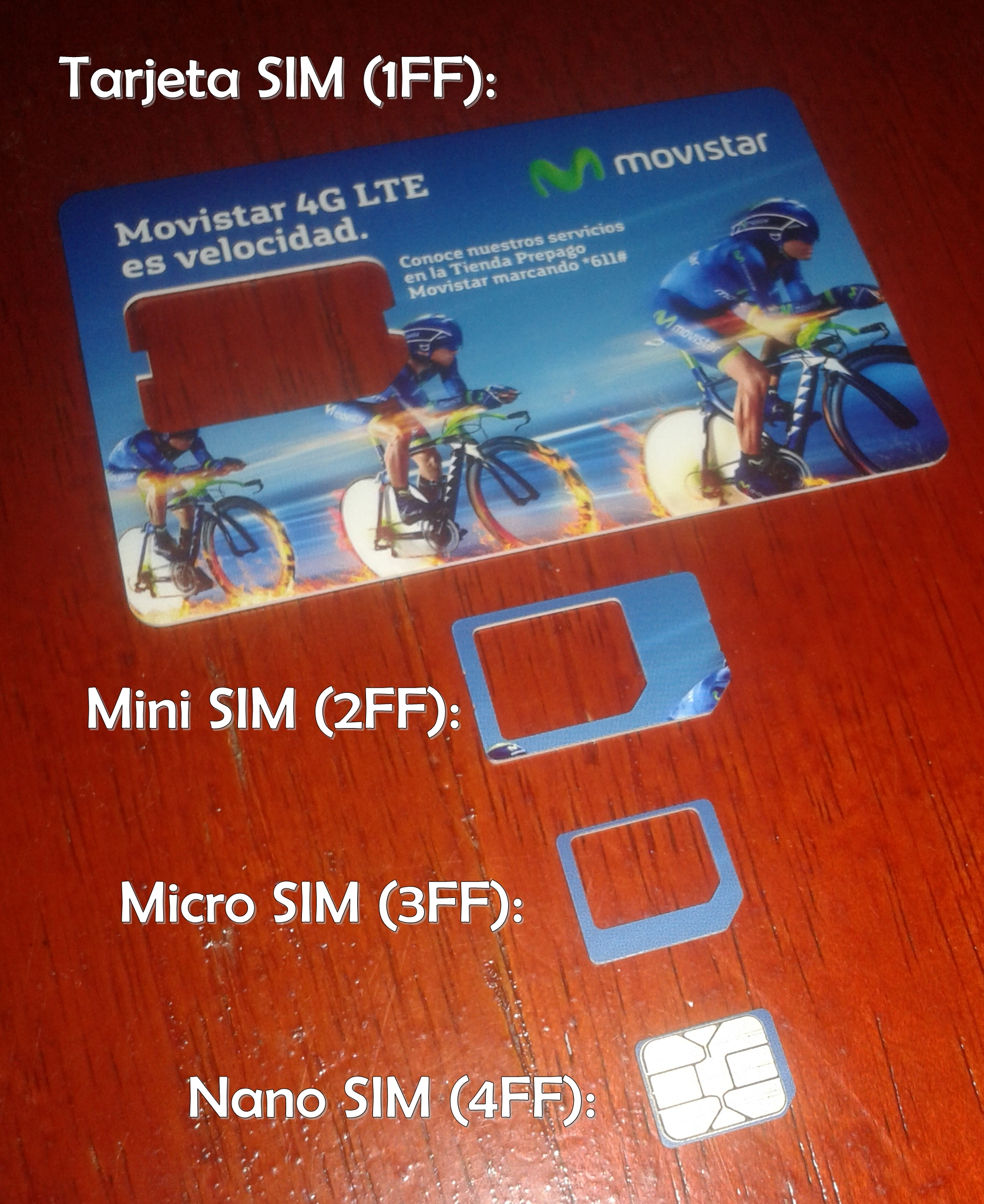
Targeta SIM disponible en diverses mides. De més gran a més petita: Targeta SIM, Mini-SIM, Micro-SIM, Nano-SIM

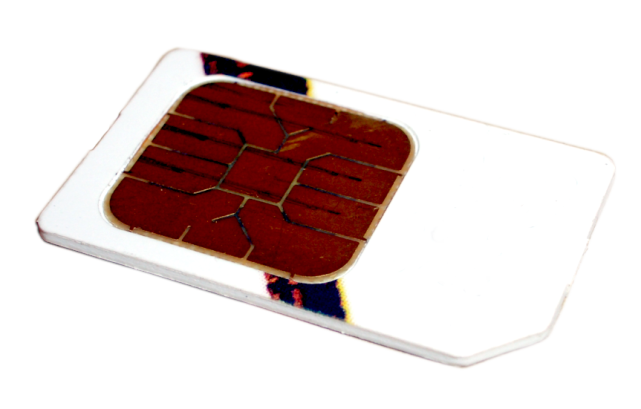
targeta SIM

La targeta SIM (acrònim de l'anglès Subscriber Identity Module) és una targeta intel·ligent desmuntable utilitzada en telefonia mòbil que emmagatzema de manera segura la identificació d'un client de telefonia mòbil, així com la clau, preferències i missatges de text, sent possible canviar la línia d'un terminal a un altre simplement canviant la targeta. L'equivalent d'una targeta SIM a UMTS és el Mòdul d'Identitat del Subscriptor Universal (USIM).
L'ús de la targeta SIM és obligatori a les xarxes GSM. El seu equivalent a les xarxes UMTS es denomina USIM o UICC, (acrònim de Universal Integrated Circuit Card, i RUIM (Removable User Identify Module, en els telèfons CDMA.
La targeta SIM emmagatzema la informació d'estat de xarxa, així com la seva ubicació actual. Si el telèfon està apagat i s'encén de nou la xarxa tindrà dades de la targeta SIM i estalvia temps per buscar la llista de freqüències que el telèfon habitualment fa servir.
Les targetes SIM està disponibles en dues mides. La primera és similar a una targeta de crèdit (85,60 × 53,98 × 0,76 mm). La segona i més popular és la versió petita (25 × 15 × 0,76 mm).
Les especificacions aplicables a les targetes SIM són:
- GSM 11.11: Especificació de la interfície SIM-ME (Mobile Equipment, 'Equipament Mòbil').
- GSM 11.14: Especificació del SIM Application Toolkit ('Eines d'Aplicació SIM') per a la interfície SIM-ME.

Els principals proveïdors de la targeta SIM són Axalto, Gemplus, G & D i de Oberthur Card Systems.

## Capacitat d'emmagatzemament
La típica targeta SIM de baix cost (només GSM 11.11) té poca memòria, 2-3 KB segons descriu l'especificació (directori telefònic i poc més). Aquest espai d'emmagatzemament és usat directament pel telèfon. El segment de mercat de les targetes SIM de baix cost és en constant declivi.
Les targetes SIM amb aplicacions addicionals (GSM11.14) estan disponibles amb moltes capacitats d'emmagatzemament diferents, sent la més gran de 512 KB. Targetes SIM menors, de 32 KB i 16 KB, són les dominants en zones amb xarxes GSM menys desenvolupades. També existeixen les targetes 'Large Memory SIM' ('SIM de Memòria Gran'), amb capacitats de l'ordre de 128 a 512 megabytes (que pot anar creixent).

## Interfície
Normatives per als contactesEl connector té vuit contactes metàl·lics visibles i degudament estandarditzats, que estableixen contacte en inserir la targeta en la ranura del lector. A través d'aquests contactes, el lector alimenta elèctricament la targeta i transmet les dades oportunes per operar amb ella conforme a l'estàndard.

1. VCC (alimentació) 5. GND (terra)
2. RST (reset) 6. SWP
3. CLK (clock) 7. I/O (Input/Output)
4. D+ (USB inter-Xip) 8. D-(USB inter-Xip)

La sèrie d'estàndards ISO/IEC 7.816 i ISO/IEC 7.810 defineix:
- La forma física (part 1)
- La posició de les formes dels connectors elèctrics (part 2)
- Les característiques elèctriques (part 3)
- Els protocols de comunicació (part 3)
- El format dels comandaments (ADPU's) enviats a la targeta i les respostes retornades per la mateixa
- La duresa de la targeta
- La funcionalitat

Durant molt de temps (des que la tensió VPP-C6 passar a ser de 5V), només es van utilitzar cinc contactes per a la implementació de la interfície ISO (part 2 de l'ISO/IEC 7816). L'aplicació de noves interfícies (opcional), implica l'ús dels contactes C4 i C8, així com un canvi per a l'ús del C6.

Antiga norma ISO/IEC 7810 d'una smartcard

La interfície USB (escollida com interfície d'alta velocitat) utilitza els contactes C4 i C8; aquesta interfície està definida a la norma ETSI TS 102.600.
El contacte C6 s'utilitza per connectar a un mòdul de contacte que permet l'accés als serveis sense importar la manera de la tecnologia NFC (emulació de la targeta, el lector i el peer to peer) per fer front a aplicacions de transport, de pagament, lectura d'etiquetes RFID i l'intercanvi de dades (P2P). La interfície amb el mòdul sense contacte es defineix a la norma 102 TS 613 (SWP) i TS 102.622 (HCl).
Protocols
El protocol utilitzat originalment a la targeta SIM és el protocol bàsic de la targeta intel·ligent de protocol T = 0. Les principals característiques d'aquest protocol són:
- Asíncron;
- Caràcter dispositiu;
- Half-duplex.

Dos nous protocols s'hi van afegir el 2006 i 2007:
- USB IC (Inter-Chip): presenta les característiques de rendiment de màxima velocitat de l'USB (12 Mbit/s half duplex), quedant definit a la norma ETSI TS 102.600. No obstant això, la interfície elèctrica ha estat adaptada per a un equip de comunicació de curta distància per tal de reduir l'energia requerida per a la interfície física. Hi ha tres classes disponibles per a la interfície USB:
  - ICCD (Integrated Circuit Card Dispositive) pot emular la interfície històrica i el transport d'informació d'acord amb la norma ISO/IEC 7816-4,
  - Mass storage  permet emular un disc o una clau de memòria flash,
  - EEM (Ethernet Emulation Mode) permet el transport de paquets IP i, per tant, compatible amb els protocols com TCP/IP o UDP/IP;
- SWP (Single Wire Protocol): definit a l'estàndard ETSI TS 102.613 i ETSI TS 102.622 i funciona amb les següents característiques:
  - Dúplex,
  - Fins a 1,6 Mbit/s,
  - Transmissió de paquets (orientat a bit).

## Formats

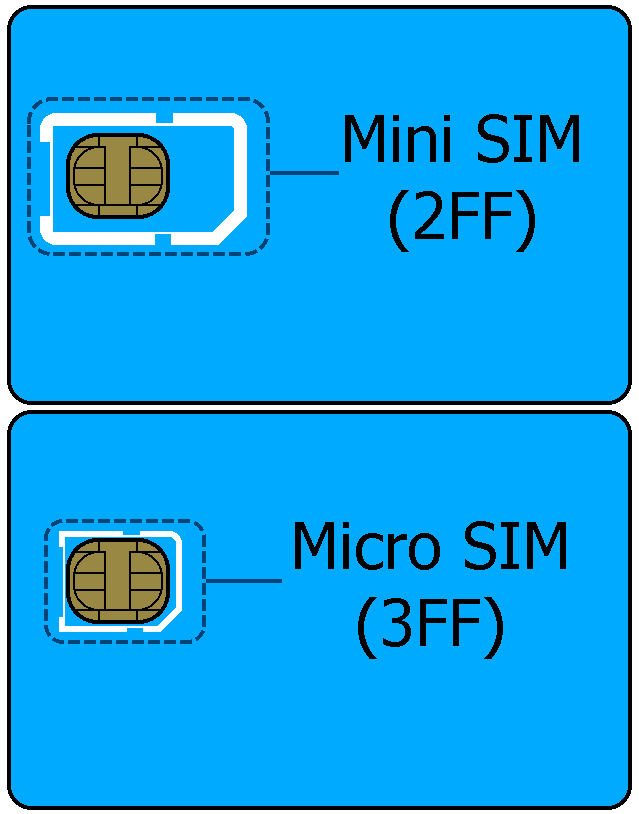
Targeta Micro SIM vs. una targeta Mini Sim.

Les targetes SIM estan disponibles en tres mides estàndard, mida completa, mini-SIM i micro-SIM. La primera a aparèixer va ser la mida completa i és de la mida d'una targeta de crèdit (85,60 mm × 53,98 mm × 0,76 mm). Una versió posterior, més popular, coneguda com a mini-SIM té el mateix gruix però té una amplada de 15 mm i 25 mm de longitud i té una de les seves cantonades truncades (bisellades) per evitar una mala inserció. La més recent, coneguda com a micro-SIM o 3FF, té unes dimensions de 15 x 12 mm amb el mateix gruix i el bisell amb la mateixa orientació.
La targeta mini-SIM com la micro-SIM tenen la mateixa disposició de contactes que la targeta SIM de grandària completa i normalment es subministren en un portador de targetes de mida completa, connectat per una sèrie de peces de vinculació. Aquest acord (definit en la norma ISO/IEC 7810 com ID-1/000) permet que la mateixa targeta sigui utilitzada en un dispositiu que requereixi una targeta de mida completa, o bé s'utilitzi en un dispositiu dissenyat per a les mini-SIM o micro-SIM, només cal trencar netament les unions existents en el contorn d'una targeta mini-SIM o micro-SIM.
Les targetes micro-SIM o 3FF dissenyades per ser emprades amb els dispositius més petits, com s'ha dit, tenen la mateixa disposició dels contactes, amb el mateix gruix i una longitud i amplada reduïdes a 15 x 12 mm. Les especificacions de la targeta de 3FF o micro-SIM també inclouen funcionalitats addicionals, a part de reduir la mida física de la targeta.
| Targeta SIM   | Estàndard                          | Llarg (mm) | Ample (mm) | Espessor (mm) |
| ------------- | ---------------------------------- | ---------- | ---------- | ------------- |
| Mida completa | ISO/IEC 7810: 2003, ID-1           | 85.60      | 53.98      | 0,76          |
| Mini-SIM      | ISO/IEC 7810: 2003, ID-000         | 25.00      | 15.00      | 0,76          |
| Micro-SIM     | ETSI TS 102.221 V9.0.0, Mini-UICC  | 15.00      | 12.00      | 0,76          |
| Nano-SIM      | ETSI TS 102.xxx V9.0.0, Micro-UICC | 12.00      | 8.00       | 0,76          |

### Targetes micro-SIM i nano-SIM

Targeta SIM estàndard (1FF), Mini Sim (2FF), Micro SIM (3FF) i Nano SIM (4FF)

La targetes micro-SIM i nano-SIM són una versió reduïda de la targeta mini-SIM usada entre altres dispositius en els telèfons GSM. Les mini-SIM han estat usades durant anys en aparells electrònics, com mesuradors de potència, com a parts no removibles del dispositiu. Les mides d'un Micro-SIM són: 12 x 15 x 0,76 mm, i les mides d'un Nano-SIM són: 8 x 12 x 0,76 mm.
Les especificacions de les targetes micro-SIM queden recollides en la norma ISO 7816. Al costat tenim una imatge amb els dos tipus la Mini UICC, com es denomina. Són les parts retallades al voltant del connector és la targeta SIM de mida completa, la micro-SIM és més petita que la targeta mini-SIM utilitzada en la majoria dels telèfons GSM actuals. Igual que la mini-SIM, la micro-SIM té les mateixes característiques digitals que una SIM de mida completa, el que canvia són les seves mesures.
El dispositiu més popular que utilitza targetes micro-SIM és l'Apple iPad en les seves diferents versions amb tecnologia 3G. Així mateix, l'iPhone en la seva versió 4 i 4S utilitza també el tipus micro-SIM. Finalment, l'iPhone 5 ha estat el primer a utilitzar el tipus nano-SIM.

## Història de la targeta micro-SIM
Les Micro-SIM van ser esmentades el desembre de 1998, al festival 3GPP SMG9 UMTS com a estàndard per a una SIM Card.
Lok8u i T-Mobile van anunciar durant l'International CES 2010 de Las Vegas que serien els primers a portar la tecnologia de les targetes SIM Micro Third-Form-Factor (3FF) als dispositius (M2M/Machine to Machine) amb una línia de dispositius GPS portàtils.
L'iPad va ser posat en venda 'Lliure' per poder ser utilitzat amb qualsevol operador en països com Mèxic, tot i així és necessari aconseguir un micro-SIM. Per tant, qualsevol que vulgui utilitzar un iPad amb la tecnologia 3G necessita contractar un pla de dades amb algun operador de telefonia mòbil que fabriqui micro-SIM's. Si no es té a l'abast es pot retallar físicament un SIM i adaptar-lo perquè pugui ser utilitzat en l'iPad o bé en l'iPhone 4 o iPhone 4s.

## Sistemes operatius
Els sistemes operatius per a targetes SIM són principalment dos:
- Nadius: programari propietari i específic del venedor (corresponent típicament amb el segment de mercat de baix cost);
- Basats en Java: tenen l'avantatge de ser independents del maquinari i interoperables.

## Dades
Les targetes SIM emmagatzemen informació específica de la xarxa usada per autenticar i identificar-ne els subscriptors, sent la més important l'ICC-ID, l'IMSI, la clau d'autenticació (Ki) i la identificació d'àrea local (LAI). La targeta SIM també emmagatzema altres dades específiques de l'operador com el número del SMSC (centre de servei de missatges curts), el nom del proveïdor de servei (SPN), els números de servei de marcatge (SDN) i les aplicacions de serveis de valor afegit (VAS). Les corresponents descripcions estan disponibles en l'especificació GSM 11.11

### ICCID
Cada SIM s'identifica internacionalment pel seu ICCID (International Circuit Card ID 'Identificador Internacional de la Targeta de Circuits'). Els ICC-IDs s'emmagatzemen a les targetes SIM i també es graven o imprimeixen sobre el cos de plàstic de les mateixes en un procés de personalització.

### IMSI
Les targetes SIM s'identifiquen a les seves xarxes mòbils individuals mitjançant un IMSI (International Mobile Subscriber Identify, 'Identitat Internacional del Subscriptor Mòbil') únic. Els operadors de telefonia mòbil connecten les trucades a telèfons mòbils i es comuniquen amb les seves targetes SIM comercialitzades usant el seu IMSI.

### Clau d'autenticació (Ki)
La clau d'autenticació (Ki 'Authentication key') és un valor de 16 bytes usat per autenticar les targetes SIM a la xarxa mòbil. Cada targeta SIM té una Ki única assignada per l'operador durant el procés de personalització. La Ki també s'emmagatzema en una base de dades específica anomenada AuC (acrònim d'Authentication Center) que està implementada com a part integral de la HLR (acrònim d'Home Location Register') de la xarxa de l'operador.

## Clonació
La clonació SIM consisteix a duplicar el SIM GSM. S'ha d'introduir una targeta SIM al mòbil perquè connecti la xarxa, excepte per a trucades bàsiques d'emergència, per a identificació, per realitzar trucades o utilitzar altres serveis de pagament.

## Procés d'autenticació
1. Quan el telèfon s'encén envia el seu IMSI a l'operador de la xarxa sol·licitant accés i autenticació.
2. L'operador de la xarxa cerca en la seva base de dades l'IMSI i la clau d'autenticació (Ki) relacionada.
3. L'operador de la xarxa genera un nombre aleatori (RAND) i el signa amb la Ki de la SIM, generant així un número conegut com a SRES_1 (Signed Response 1, ‘Resposta Firmada 1').
4. El mòbil client de la xarxa envia el RAND a la targeta SIM, que també el signa amb el seu Ki i envia el resultat (SRES_2) de tornada a l'operador de la xarxa.
5. L'operador de la xarxa compara el seu SRES_1 amb el SRES_2 generat per la targeta SIM. Si els dos números coincideixen, la SIM és autenticada i se li concedeix accés a la xarxa.

L'algoritme criptogràfic utilitzat en l'estàndard GSM per calcular el SRES_2 té un punt feble, permetent l'extracció de la Ki de la targeta SIM i permetent elaborar-ne duplicats (clons).

### Identificació d'àrea local
La targeta SIM emmagatzema informació de l'estat de la xarxa que aquesta envia, com la identificació d'àrea local (LAI, Location Area Identify). Les xarxes dels operadors estan dividides en àrees locals, cada unes de les quals té un número LAI únic. Quan el terminal mòbil canvia la seva ubicació d'una àrea local a una altra emmagatzema el seu nou LAI a la targeta SIM i l'envia a l'operador per informar la xarxa de la seva nova localització. Si el terminal s'apaga i es torna a encendre, recuperarà la informació de la targeta SIM i buscarà la LAI on era. Això estalvia temps en evitar haver de buscar tota la llista completa de freqüències com es faria per defecte.

## Peculiaritats locals
El sistema PDC del Japó també especifica l'ús d'una targeta SIM, però mai no ha estat llançat comercialment. L'especificació de la interfície entre l'equip mòbil (ME) i la targeta SIM es dona en el RCR STD-27 annex 4.
El juliol de 2005, el govern finlandès va anunciar que un «Certificat Ciutadà» (una identitat electrònica inclosa en una targeta SIM) estaria disponible per qualsevol persona resident a Finlàndia abans de finals d'any, permetent que els usuaris de telèfons mòbils accedissin a serveis electrònics segurs en mobilitat. El Certificat Ciutadà ha estat descrit com «bàsicament una targeta d'identitat electrònica que serà compatible amb diversos dispositius de maquinari, com telèfons mòbils, PDAs, ordinadors personals, receptors de televisió digital i quioscs web públics».